# Donggu Cuo
Donggu Cuo (kinesiska: 洞古错) är en sjö i Kina. Den ligger i den autonoma regionen Tibet, i den sydvästra delen av landet, omkring 890 kilometer väster om regionhuvudstaden Lhasa. Donggu Cuo ligger 4 589 meter över havet. Arean är 5,8 kvadratkilometer. Trakten runt Donggu Cuo är ofruktbar med lite eller ingen växtlighet. Den sträcker sig 4,3 kilometer i nord-sydlig riktning, och 2,5 kilometer i öst-västlig riktning.
Genomsnittlig årsnederbörd är 418 millimeter. Den regnigaste månaden är januari, med i genomsnitt 77 mm nederbörd, och den torraste är april, med 11 mm nederbörd.